# جوزيف-إدوارد كارون
جوزيف-إدوارد كارون هو سياسي كندي، ولد في 10 يناير 1866 في شوديير أبالاش في كندا، وتوفي في 16 يوليو 1930 في مدينة كيبك في كندا. نشط حزبياً في حزب كيبيك الليبرالي. وقد انتخب عضو الجمعية الوطنية في كيبك ‏.